# Martin Röser
Martin Röser (* 13. August 1990 in Ludwigshafen) ist ein ehemaliger deutscher Fußballspieler.

## Karriere
Röser spielte bis 2010 beim Ludwigshafener SC. Zur Saison 2010/11 wechselte er zum Regionalligisten Wormatia Worms. Dort wurde der Mittelfeld-Allrounder fast immer eingesetzt. Im Januar 2013 ging er in die Dritte Liga zum SV Wehen Wiesbaden. Bei seinem dritten Einsatz für die Wehener riss er sich das hintere Kreuzband im linken Knie, weswegen er eine längere Zeit pausieren musste. Sein Vertrag in Wehen endete 2014. Daraufhin wechselte er zum Regionalligisten Kickers Offenbach. Mit dem Verein wurde er in der Saison 2014/15 Meister der Regionalliga Südwest. 2016 wechselte er zum Hallescher FC in die 3. Liga, wo er zwei Jahre verbrachte.
Seit der Saison 2018/19 spielte er für den Karlsruher SC. Dort kam er in insgesamt 19 Spielen zum Einsatz. Seinen ersten Ligatreffer für Karlsruhe erzielte er beim 4:1-Auswärtssieg gegen Preußen Münster am 11. Mai 2019, dem 37. Spieltag. Mit diesem Sieg machten der KSC und Röser den Wiederaufstieg in die Zweite Bundesliga perfekt. In der Saison 2019/20 kam er lediglich zu 5 Ligaeinsätzen (einmal von Beginn).
Zur Saison 2020/21 wechselte Röser zum VfB Lübeck. Er unterschrieb beim Drittligaaufsteiger einen Vertrag bis zum Saisonende. Der Stürmer absolvierte unter dem Cheftrainer Rolf Martin Landerl 25 Drittligaspiele (14-mal von Beginn), in denen er 3 Tore erzielte. Der VfB stieg am Saisonende wieder in die Regionalliga Nord ab, woraufhin er den Verein mit seinem Vertragsende verließ.
Röser kehrte zur Saison 2021/22 zu Wormatia Worms zurück. Für den Oberligisten bestritt er allerdings nur zwei Spiele, ehe er aufgrund anhaltender Achillessehnenprobleme seine Karriere beenden musste.

## Erfolge
- Aufstieg in die 2. Bundesliga: 2019

## Sonstiges
Röser studiert in Mainz Sportwissenschaft. Sein jüngerer Bruder Lucas Röser (* 1993) ist ebenfalls Fußballspieler.